# Spooksville

Spooksville (la ville de la peur) est une série de livres américaine à caractère fantastique pour la jeunesse, écrite par Christopher Pike de 1995 à 1998. La collection comporte 24 romans publiés aux États-Unis chez Grosset & Dunlap. En France, la collection a été publiée chez Pocket.
Une adaptation télévisée sous forme de 22 épisodes a été diffusée en 2013 sur Hub Network. En France, la série a été diffusée sur Teletoon+ en 2014.

## Histoire
Lorsqu'il arrive à Springville, petite bourgade américaine au bord du Pacifique, Adam Freeman ignore que l'endroit attire les phénomènes paranormaux comme un aimant (fantômes, sorcières, dragons...). Ses nouveaux amis, Sally Wilcox et Tic-Tac (plus tard Cindy Makey et Brice Poole), vont se charger de lui faire découvrir la face cachée du lieu...

## Personnages principaux et récurrents
Adam Freeman (Keean Johnson) :
Garçon brun, complexé par sa taille (car il est assez petit pour son âge) mais mignon, il emménage à Springville avec sa famille au début du premier volume. Courageux, modeste, réfléchi et galant, il devient vite le ciment du groupe et son chef. Véritable chevalier servant, il est toujours prêt à sauver autrui et calme les conflits qui peuvent éclater dans la bande, à part lorsqu'il s'agit de Brice.
Sally  Wilcox (Katie Douglas) :
Jolie brune moyen, mince et athlétique, elle habite Springville depuis sa naissance. L'ambiance générale de la ville et de ses habitants l'a rendue pessimiste, fataliste et méfiante, sauf lorsque son avidité pour la richesse et les pouvoirs magiques se réveille, car elle est aussi impulsive et irresponsable. Elle sait aussi bien attirer des ennuis à ses amis qu'à les en sortir. Elle tient beaucoup à Adam et lui fait confiance et a tic tac , mais passe son temps à le rabrouer. À part lorsqu'il s'agit de lui, elle refuse en général de sauver qui que ce soit, et n'est convaincue que lorsqu'elle a peur d'être traitée de trouillarde (donc tout de le temps). Elle est râleuse, passe son temps à critiquer, à insulter, à donner son avis sur tout, et à imaginer les pires choses qui pourraient arriver. Entre sa paranoïa et son humour noir, on ne sait jamais si elle annonce quelque chose de véridique, si elle exagère un fait réel ou si elle n'invente pas entièrement. Elle se calme très souvent les nerfs à l'aide de cafés et de films d'horreur.
Tic-Tac (Watch en version anglaise) (Nick Purcha) :
Garçon blond à grosse lunettes, il tient son surnom des quatre montres qu'il porte en permanence, deux à chaque poignet, chacune réglée sur un fuseau horaire américain différent. Il vit à Springville depuis sa naissance, apparemment seul car les membres de sa famille sont disséminés aux quatre coins du pays. Son véritable nom est inconnu, même de lui qui semble l'avoir oublié. Solitaire, timide, placide et mystérieux, il est aussi très intelligent (avec un QI de 160), modeste, passionné d'astronomie et tellement bon aux échecs que même son ordinateur refuse de jouer contre lui. Connaissant très bien la ville, il est assez fataliste mais montre rarement ses sentiments. Il hésite souvent à porter secours aux gens lorsque cela peut entraîner sa propre mort. 
Anne Templeton (Ann Templeton dans la version anglaise) (Morgan Taylor Campbell):
Jeune femme brune aux yeux verts, incroyablement belle, elle habite le château à côté du cimetière et est la descendante de Madeleine Templeton, la sorcière qui a fondé la ville. Elle-même sorcière, elle a des serviteurs trolls, des araignées géantes de compagnie et une fille d'environ 10 ans, Mireen, qui ne sort jamais. Elle entretient des contacts avec les autres planètes et les autres dimensions, et adore la fête d'Halloween (la fête la plus importante de la ville), pendant laquelle elle offre des cadeaux aux enfants. La bande a parfois recours à elle dans les moments particulièrement critiques. Adam et Tic-Tac l'aiment beaucoup, mais Sally s'en méfie et Cindy en a peur. Anne, quant à elle, aime beaucoup Tic-Tac, un peu comme un fils.
Clodo (Franck C. Turner) :
Ancien maire de Springville, apparemment peu doué dans sa fonction, il est devenu le SDF officiel de la ville, après avoir mis le feu à l'Hôtel de Ville. Il connait très bien la ville et se fait payer ses renseignements en nourriture. La bande a parfois recours à lui. Il a tendance, comme la plupart des habitants de Springville, à ne pas s'inquiéter de la disparition ou de la mort des personnes, à part lorsqu'il s'agit de Tic-Tac, duquel il semble assez proche.
Tira Jones (Madeleine Arthur) :
Brune aux yeux bleus, assez petite mais incroyablement belle, elle apparaît dans le volume 15 puis dans le volume 17. Elle a physiquement et mentalement 12 ans, mais est née plus de 150 ans auparavant. Elle est adoptée par un couple de Springville. Solitaire et très gentille, elle est aussi assez étrange, rêveuse, et a des intuitions sur des choses qu'elle devrait ignorer. Tic-Tac l'aime beaucoup.

## Volumes publiés
1. La Ville de la peur (The Secret Path)
2. Le Fantôme de l'océan (The Howling Ghost)
3. La Grotte sans issue (The Haunted Cave)
4. Les Kidnappeurs de l'espace (Aliens in the Sky)
5. Les Créatures du froid (The Cold People)
6. Le Piège de la sorcière (The Witch's Revenge)
7. Le Pays des ténèbres (The Dark Corner)
8. Les Sortilèges de la forêt (Pan's Realm)
9. La Pierre maléfique (The Wishing Stone)
10. Le Regard du chat (The Wicked Cat)
11. Les Échappés de la préhistoire (The Deadly Past)
12. La Bête cachée (The Hidden Beast)
13. Les Périls de la rentrée (Creature in the Teacher)
14. La Maison du mal (The Evil House)
15. Les Voleurs de vie (Invasion of the No Ones)
16. Le Jouet temporel (Time Terror)
17. Le Monstre de l'armoire (The Thing in the Closet)
18. Les crabes passent à l'attaque (Attack of the Killer Crabs)
19. La Nuit des vampires (Night of the Vampire)
20. La Fièvre noire (The Dangerous Quest)
21. Le Prix d'un sacrifice (The Living Dead)
22. Le Monstre aux cent visages (The Creepy Creature)
23. Le Téléphone de l'angoisse (Phone Fear)
24. Le Cadeau empoisonné (The Witch's Gift)